# Cleome polytricha
Cleome polytricha är en paradisblomsterväxtart som beskrevs av Adrien René Franchet. Cleome polytricha ingår i släktet paradisblomstersläktet, och familjen paradisblomsterväxter. Inga underarter finns listade i Catalogue of Life.